# Болдино (деревня, Владимирская область)
Болдино — деревня в Петушинском районе Владимирской области России, входит в состав Пекшинского сельского поселения.

## География
Деревня расположена в 4 км на восток от центра поселения деревни Пекша и в 19 км на восток от райцентра города Петушки на автодороге М-7 «Волга».

## История
В конце XIX — начале XX века деревня входила в состав Копнинской волости Покровского уезда. В 1859 году в деревне числилось 43 двора, в 1905 году — 78 дворов. 
В 1924 — 1929 годах деревня являлась центром Болдинской волости Владимирского уезда. С 1929 года деревня входила в состав Болдинского сельсовета в составе Собинского района, с 1944 года — в составе Петушинского района, с 2005 года — в составе Пекшинского сельского поселения.

## Население
| 1859 | 1905 | 1926 | 2002 | 2010 | 2021 |
| ---- | ---- | ---- | ---- | ---- | ---- |
| 323  | ↗456 | ↘451 | ↘168 | ↘60  | ↘28  |